# River Burn (vattendrag i Storbritannien, Norfolk)
River Burn är ett vattendrag i Storbritannien.   Det ligger i grevskapet Norfolk och riksdelen England, i den sydöstra delen av landet, 170 km norr om huvudstaden London.